# Miguel Ángel Echenausi
Miguel Ángel Echenausi (21 de fevereiro de 1968) é um ex-futebolista venezuelano que atuava como defensor, disputou três edições da Copa América. 

## Carreira
Jogou entre 1990 e 2003, quando se aposentou, aos 35 anos de idade. 
Pela Seleção Venezuelana de Futebol, jogou 28 partidas (marcando dois gols) entre 1991 e 2000. integrou a Seleção Venezuelana de Futebol na Copa América de 1999.